# Fellowship of the Andes
Fellowship of the Andes is een documentaire uit 2006 waarin te zien is hoe de blinde Amerikaanse bergbeklimmer Erik Weihenmayer (1968) een groep blinde en slechtziende Amerikaanse tieners over het Andesgebergte begeleidt van Cuzco naar Machu Picchu. De film werd geregisseerd door de Nederlandse documentairemaker Bernd Out.